# Оессааре
Оессааре (ест. Oessaare laht; інші назви — ест. Oesaare laht, Põllumaa laht, Siiksaare laht) — озеро в Естонії, що розташоване на острові Сааремаа, у волості Вальяла.